# Amietia vandijki
Amietia vandijki är en groddjursart som först beskrevs av John Visser och Alan Channing 1997.  Amietia vandijki ingår i släktet Amietia och familjen Pyxicephalidae. IUCN kategoriserar arten globalt som livskraftig. Inga underarter finns listade i Catalogue of Life.